# Западная аллея (Санкт-Петербург)
За́падная аллея — аллея на Каменном острове в Петроградском районе Санкт-Петербурга. Проходит от Средней аллеи до набережной реки Малой Невки.

## История
Первоначально с 1909 года называлась Театральная аллея, по находящемуся поблизости Каменноостровскому театру.
Современное название Западная аллея известно с 1939 года.

## Достопримечательности
- Парк «Тихий отдых»  7801077001
- Государственная резиденция «К-1»
- Государственная резиденция «К-2»
- Дом Мертенса (дом 1/2)  7802221000